# Conipoda aldabrae
Conipoda aldabrae är en insektsart som beskrevs av Henri Saussure 1899. Conipoda aldabrae ingår i släktet Conipoda och familjen gräshoppor. IUCN kategoriserar arten globalt som starkt hotad. Inga underarter finns listade i Catalogue of Life.